# Alison Sydor
Alison Jane Sydor (Edmonton, 9 de septiembre de 1966) es una deportista canadiense que compitió en ciclismo en las modalidades de ruta y montaña.
Participó en los Juegos Olímpicos de Atlanta 1996, obteniendo una medalla de plata en la prueba de campo a través. Ganó 12 medallas en el Campeonato Mundial de Ciclismo de Montaña entre los años 1992 y 2004.

## Palmarés internacional
| Juegos Olímpicos   | Juegos Olímpicos          | Juegos Olímpicos  | Juegos Olímpicos           |
| Año                | Lugar                     | Medalla           | Competición                |
| ------------------ | ------------------------- | ----------------- | -------------------------- |
| 1996               | Atlanta (Estados Unidos)  | Medalla de plata  | Campo a través             |
| Campeonato Mundial |                           |                   |                            |
| Año                | Lugar                     | Medalla           | Competición                |
| 1992               | Bromont (Canadá)          | Medalla de plata  | Campo a través             |
| 1994               | Vail (Estados Unidos)     | Medalla de oro    | Campo a través             |
| 1995               | Kirchzarten (Austria)     | Medalla de oro    | Campo a través             |
| 1996               | Cairns (Australia)        | Medalla de oro    | Campo a través             |
| 1998               | Mont-Sainte-Anne (Canadá) | Medalla de bronce | Campo a través             |
| 1999               | Åre (Suecia)              | Medalla de plata  | Campo a través             |
| 1999               | Åre (Suecia)              | Medalla de bronce | Campo a través por relevos |
| 2000               | Sierra Nevada (España)    | Medalla de plata  | Campo a través             |
| 2001               | Vail (Estados Unidos)     | Medalla de plata  | Campo a través             |
| 2002               | Kaprun (Austria)          | Medalla de oro    | Campo a través por relevos |
| 2003               | Lugano (Suiza)            | Medalla de plata  | Campo a través             |
| 2004               | Les Gets (Francia)        | Medalla de bronce | Campo a través             |